# Douglas Silva
Douglas Silva, também conhecido por DG (Rio de Janeiro, 27 de setembro de 1988), é um ator e cantor brasileiro, vencedor do prêmio de Melhor Ator pelo Festival de Havana.
Fez sua estreia como ator interpretando Acerola Dadinho no épico filme de ação Cidade de Deus (2002), pelo qual foi indicado ao Grande Otelo de Melhor Ator Coadjuvante aos 15 anos e venceu o prêmio de melhor ator Festival Internacional de Havana. Também já recebeu indicações para um Grande Otelo, um Prêmio Guarani e um Emmy Internacional.
Entre 2002 e 2005 atuou como Acerola no seriado Cidade dos Homens, na TV Globo. Seu personagem fez sucesso e por sua performance ele tornou-se o primeiro ator brasileiro a receber uma indicação ao Emmy Internacional de Melhor Ator. Da série também foi derivado um filme de mesmo nome (2007). Doze anos mais tarde, ele reviveu o personagem com o lançamento da quinta e sexta temporada da série, em 2017 e 2018, respectivamente.

## Carreira
Ficou famoso ao interpretar a infância do bandido Dadinho no filme Cidade de Deus, longa indicado ao Óscar, em 2004. Também ganhou notoriedade ao interpretar Acerola na série Cidade dos Homens, da TV Globo. Ele se tornou o primeiro ator brasileiro a ser indicado ao Emmy Internacional.
Integrou a banda Soul Mais Samba, onde atuou como vocalista.
Em 14 de janeiro de 2022, Douglas foi confirmado como um dos 20 participantes da vigésima segunda temporada do reality show Big Brother Brasil, da TV Globo. Terminou o programa como terceiro colocado.

## Vida pessoal
Casou-se com Carolina Brito no dia 7 de novembro de 2008, em uma casa de festas em Jacarepaguá. Neste mesmo dia Carolina fazia aniversário. O casal possui duas filhas: Maria Flor e Morena.

## Filmografia

### Televisão
| Ano       | Título                              | Personagem                     | Notas                           |
| --------- | ----------------------------------- | ------------------------------ | ------------------------------- |
| 2001      | Brava Gente                         | Luís Cláudio Cunha (Acerola)   | Episódio: "Palace II"           |
| 2002      | O Natal no Sítio do Picapau Amarelo | Zé                             | Especial de fim de ano          |
| 2002–2005 | Cidade dos Homens                   | Luís Cláudio Cunha (Acerola)   |                                 |
| 2005      | Casseta e Planeta, Urgente!         | Luís Cláudio Cunha (Acerola)   | Episódio: "11 de outubro"       |
| 2007      | Toma Lá, Dá Cá                      | Préa                           | Episódio: "O Y do Problema"     |
| 2007      | Carga Pesada                        | Cid                            | Episódio: "Dupla Ação"          |
| 2008      | Chamas da Vida                      | Janjão                         |                                 |
| 2009      | Caminho das Índias                  | Juliano Goulart                |                                 |
| 2010–2011 | Os Gozadores                        | Guiga                          |                                 |
| 2010      | Papai Noel Existe                   | Jalmir                         | Especial de fim de ano          |
| 2011–2013 | Aventuras do Didi                   | Dodô                           |                                 |
| 2011–2017 | Esquenta!                           | Comentarista                   |                                 |
| 2011–2012 | Acampamento de Férias               | Estevão / Bené                 | Temporadas 2–3                  |
| 2017      | Malasartes                          | Baco                           |                                 |
| 2017–2018 | Cidade dos Homens                   | Luís Cláudio Cunha (Acerola)   |                                 |
| 2018      | Carcereiros                         | Capivara                       | Episódio: "Um Preso Comum"      |
| 2018–2019 | Samantha!                           | Douglas Matias (Dodói)         |                                 |
| 2019–2021 | Amor de Mãe                         | Marconi Eduardo Silva          |                                 |
| 2022      | Big Brother Brasil                  | Participante (3º lugar)        | Temporada 22                    |
| 2022      | Sob Pressão                         | Josué                          | Episódio: "4"                   |
| 2022–2023 | Todas as Flores                     | Oberdan Nascimento Paixão      |                                 |
| 2023      | Dança dos Famosos                   | Participante (7º lugar)        | Temporada 20                    |
| 2023      | Anderson Spider Silva               | Max Freitas                    |                                 |
| 2023      | How To Be a Carioca                 | Luiz Henrique                  |                                 |
| 2023–2024 | Fuzuê                               | Cláudio Gomes de Braga e Silva |                                 |
| 2023–2024 | Show da Virada                      | Apresentador                   |                                 |
| 2024      | Encantado's                         | DG                             | Episódio:"Um Presente pro Ator" |
| 2025      | BBB: O Documentário                 | Ele mesmo                      |                                 |
| 2025      | The Masked Singer Brasil            | Candinho (6º lugar)            | Temporada 5                     |

### Cinema
| Ano  | Título                              | Personagem        | Nota     |
| ---- | ----------------------------------- | ----------------- | -------- |
| 2002 | Cidade de Deus                      | Dadinho (criança) |          |
| 2007 | Cidade dos Homens                   | Acerola           |          |
| 2008 | Ensaio sobre a Cegueira             | Pedestre          |          |
| 2008 | Última Parada 174                   | Patola            |          |
| 2010 | As Melhores Coisas do Mundo         | Gabriel           |          |
| 2012 | Cidade de Deus - 10 Anos Depois     | Ele mesmo         |          |
| 2017 | Malasartes e o Duelo com a Morte    | Baco              |          |
| 2023 | Transformers: O Despertar das Feras | Mirage            | Dublagem |

## Prêmios e indicações
| Ano  | Prêmio                             | Categoria               | Trabalho          | Resultado |
| ---- | ---------------------------------- | ----------------------- | ----------------- | --------- |
| 2002 | Festival de Havana                 | Melhor Ator             | Cidade de Deus    | Venceu    |
| 2003 | Grande Prêmio do Cinema Brasileiro | Melhor Ator Coadjuvante | Cidade de Deus    | Indicado  |
| 2005 | Prêmio Emmy Internacional          | Melhor Ator             | Cidade dos Homens | Indicado  |